# Flashforward
Flashforward (também conhecido como prolepse) é a interrupção de uma sequência cronológica narrativa pela interpolação de eventos ocorridos posteriormente.  É portanto uma forma de apresentar ao telespectador da série um momento futuro ao que está na corrente apresentação do programa. Foi utilizado atualmente no programa de televisão Lost e recebeu forte aceitação dos críticos das séries de Drama e Suspense, foi frequentemente confundido com um flashback. É uma mudança de plano temporal.